# Somerset (Maryland)
Somerset es un pueblo ubicado en el condado de Montgomery en el estado estadounidense de Maryland. En el año 2010 tenía una población de 1216 habitantes y una densidad poblacional de 1.737,14 personas por km².

## Geografía
Somerset se encuentra ubicado en las coordenadas 38°58′2″N 77°5′41″O / 38.96722, -77.09472.

## Demografía
Según la Oficina del Censo en 2000 los ingresos medios por hogar en la localidad eran de $144.523 y los ingresos medios por familia eran $149.057. Los hombres tenían unos ingresos medios de $100.000+ frente a los $80.762 para las mujeres. La renta per cápita para la localidad era de $82.368. Alrededor del 2,7% de la población estaba por debajo del umbral de pobreza.